# Andreea Grigore
Andreea Grigore (Bucarest, Rumania, 11 de abril de 1991) es una gimnasta artística rumana, medallista de bronce olímpica en 2008 y medallista de bronce del mundo en 2007 en el concurso por equipos.

## Carrera deportiva
En el Mundial de Stuttgart 2007 gana el bronce en la competición por equipos; Rumania quedó tras Estados Unidos y China, siendo sus compañeras de equipo: Sandra Izbașa, Catalina Ponor, Steliana Nistor, Cerasela Patrascu y Daniela Druncea.
En los JJ. OO. de Pekín 2008 consigue de nuevo el bronce por equipos, tras China y Estados Unidos. Sus compañeras de equipo eran: Andreea Acatrinei, Gabriela Drăgoi, Sandra Izbaşa, Steliana Nistor y Anamaria Tămârjan.